# Eloeophila miliaria
Eloeophila miliaria är en tvåvingeart som först beskrevs av Egger 1863.  Eloeophila miliaria ingår i släktet Eloeophila och familjen småharkrankar. Inga underarter finns listade i Catalogue of Life.